# Ladislav Kubík
Ladislav Kubík (født 26. august 1946 i Prag, Tjekkoslovakiet - død 27. oktober 2017 i Florida, USA) var en tjekkoslovakisk/amerikansk komponist, professor og lærer.
Kubík studerede komposition og musikteori på Prags musikkonservatorium hos Emil Hlobil og Jiri Pauer. Han har skrev to symfonier, tre sinfoniettaer, orkesterværker, en opera, balletmusik, kammermusik og sange etc.
Kubík var lærer i komposition på Musikkonservatoriet i Prag og på Karlsuniversitetet i Prag. Han bosatte sig senere i USA i (1990), hvor han blev professor og lærer i komposition på Florida State University. Hans musik var stilistisk beslægtet med komponister som f.eks. Krzysztof Penderecki og Witold Lutosławski.

## Udvalgte værker
- Symfoni nr. 1 (1970) - for orkester
- Symfoni nr. 2 "Amerikas opdagelse" (1993) - for blæsere og slagtøj
- Sinfonietta nr. 1 (1998) - for kammerorkester
- Sinfonietta nr. 2 "Jacobs brønd" (2005) - for orkester
- Sinfonietta nr. 3 "Gong" (2008) - for mezzosopran, blandet kor, orkester og elektronik